# Sei metamorfosi da Ovidio
Sei metamorfosi da Ovidio op.49  (Six Metamorphoses after Ovid) è una suite di sei pezzi per oboe, composta da Benjamin Britten nel 1951 e ispirata ad altrettanti episodi delle Metamorfosi ovidiane. 
L'opera è dedicata all'oboista Joy Boughton (1913-1963), figlia di Rutland Boughton, compositore e amico di Britten.

## I sei movimenti
1. Primo movimento : Pan e Siringa ("Senza misura")
2. Secondo movimento: Fetonte, le Eliadi e Cicno ("Vivace ritmico")
3. Terzo movimento: Niobe ("Andante")
4. Quarto movimento: le gesta di Bacco ("Allegro pesante")
5. Quinto movimento: Narciso ("Lento piacevole")
6. Sesto movimento: Alfeo e Aretusa ("Largamente")